# Clare Carey
Clare Carey (* 11. Juni 1967 in Rhodesien, heute Simbabwe) ist eine simbabwisch-US-amerikanische Schauspielerin die hauptsächlich in Fernsehserien und -filmen mitwirkte.

## Leben und Karriere
Clare Carey wurde 1967 in Rhodesien, einer damaligen Kronkolonie von Großbritannien, geboren. Ihr Vater war Arzt und ihre Mutter Lehrerin; beide arbeiteten in einer Missionsstation in Simbabwe. Carey studierte Schauspielerei an der NYU Film School und Shakespeare an der Royal Academy of Dramatic Art in London. Sie lebt mit ihrem Mann und zwei Kindern in Los Angeles, Kalifornien.

## Filmografie (Auswahl)
- 1987: Zombie High
- 1988: Reise zurück in die Zeit (Waxwork)
- 1989–1995: Mit Herz und Scherz (Fernsehserie, 106 Episoden)
- 1991: Polizeibericht (Dragnet, Fernsehserie, eine Folge)
- 1992: Hölle der Leidenschaft (Obsessed)
- 1995: Hercules (Fernsehserie, Folge 1x01 The Wrong Path)
- 1995: Deine Tochter und mein Mann (Betrayed: A Story of Three Women)
- 1997: Im Spiegel des Abgrunds (Echo)
- 1999: Walker, Texas Ranger (Fernsehserie, Folge 8x07 Suspicious Minds)
- 1999: Pretender (Fernsehserie, Folge 4x04 Risque Business)
- 1999: Invisible Man – Der Unsichtbare (The Invisible Man, Fernsehserie, Folge 1x09 Separation Anxiety)
- 2000: Charmed – Zauberhafte Hexen (Charmed, Fernsehserie, Folge 3x04 Das Zeitportal)
- 2001: Ally McBeal (Fernsehserie, Folge 4x15 Knall auf Fall)
- 2001: Crocodile Dundee in Los Angeles
- 2001–2002: So Little Time (Fernsehserie, 22 Episoden)
- 2002: Kevin – Allein gegen alle (Home Alone 4)
- 2003: 44 Minuten – Die Hölle von Nord Hollywood (44 Minutes: The North Hollywood Shoot-Out)
- 2004: Medical Investigation (Fernsehserie, zwei Episoden)
- 2004: Without a Trace – Spurlos verschwunden (Without a Trace, Fernsehserie, Folge 3x02 Die Legion des Kreuzes)
- 2005: Für alle Fälle Amy (Judging Amy, Fernsehserie, Folge 6x11)
- 2005: Stargate – Kommando SG-1 (Stargate SG-1, Fernsehserie, Folge 8x18 Jim)
- 2005: Cold Case – Kein Opfer ist je vergessen (Cold Case, Fernsehserie, 2x18 Verhängnisvolle Sucht)
- 2005: Weeds – Kleine Deals unter Nachbarn (Weeds, Fernsehserie, 1x07 Alles für die Bildung)
- 2005: Emergency Room – Die Notaufnahme (ER, Fernsehserie, Folge 12x04 Großer Mann Im Gewitter)
- 2005: Monk (Fernsehserie, Folge 4x09 Mr. Monk unterwegs als Weihnachtsmann)
- 2006: The Unit – Eine Frage der Ehre (The Unit, Fernsehserie, Folge 1x08)
- 2006: Grey’s Anatomy (Fernsehserie, Folge 3x07 Unter Männern)
- 2006: Smokin’ Aces
- 2006–2008: Jericho – Der Anschlag (Jericho, Fernsehserie, 22 Episoden)
- 2007: Blind Spot (Kurzfilm)
- 2007: Deckname Shredderman (Shredderman Rules)
- 2007: Boston Legal (Fernsehserie, Folge 4x03 Hahnenkämpfe)
- 2008: Eli Stone (Fernsehserie, Folge 1x09 Keuschheitsprogramm)
- 2008–2009: L.A. Crash (Fernsehserie, 13 Episoden)
- 2009: Dr. House (House, Fernsehserie, Folge 5x22 Grenzen verschwimmen)
- 2009: Doc West – Nobody ist zurück (Doc West)
- 2009: Doc West – Nobody schlägt zurück (Triggerman)
- 2009: Navy CIS: L.A. (NCIS: Los Angeles, Fernsehserie, Folge 1x01 Operation Dakota)
- 2010: Criminal Minds (Fernsehserie, Folge 5x13 Tod am Freitag)
- 2010: CSI: Miami (Fernsehserie, Folge 8x15 Miami, wir haben ein Problem)
- 2010: Private Practice (Fernsehserie, Folge 4x10 Die Baby-Sache)
- 2010–2011: Chuck (Fernsehserie, vier Folgen)
- 2011: Castle (Fernsehserie, Folge 3x14 Todsicheres Glück)
- 2012;2014: Navy CIS (NCIS, Fernsehserie, zwei Episoden)
- 2013: Revenge (Fernsehserie, Episode 2x10 Macht)
- 2014: The Mentalist (Fernsehserie, Episode 6x21 Veni, Vidi, Vici)
- 2014: Perception (Fernsehserie, Episode 3x04 Possession)
- 2014: CSI: Vegas (CSI: Crime Scene Investigation, Fernsehserie, Episode 18x12 Dead Woods)